# أحمد عرب بور
احمد عرب بور (بالفارسية: احمد عرب‌پور) هو لاعب كرة قدم إيراني. حضر احمد عرب بور خلال مسيرته الرياضية في عدة فرق ومنها فريق سانغ أهان بافغ لكرة القدم الإيراني.